# Muqata'a
Muqata'a (en árabe: boicot, perturbar‎) (Tucson, Arizona, EE. UU.) es un músico electrónico, rapero, DJ y productor de música hip hop experimental palestino residente en Ramalá, Cisjordania (Palestina). Fue el primer músico palestino en pinchar en el Sònar (2019).
Nació en Tucson, Estados Unidos, en una familia palestina emigrada que al poco tiempo se marchó a Nicosia (Chipre), donde se crio. Vivió luego en Amán (Jordania) durante 4-5 años antes de instalarse en Ramala, Palestina, donde reside.
En 2003 fundó el colectivo musical Ramallah Underground con los músicos Basel Abbas y Stormtrap, nacido del deseo de dar voz a una generación de palestinos y árabes, en una situación de gran dificultad económica, artística y política.
Junto a los artistas Basel Abbas y Ruanne Abou-Rahme, forma parte del grupo de performance de sonido e imagen Tashweesh. Ha publicado varios álbumes en solitario con sellos como Hundebiss Records, Discrepant Records o Third Type Tapes. En paralelo, compone partituras para películas y composiciones para espectáculos de danza-teatro. Aparte del Sónar (Barcelona), ha actuado en festivales como Unsound (Varsovia), Future East Festival (Berlín), y la sala Cafe Oto (Londres).
La suya es una música magnética y abstracta de beats torcidos, Drum and Bass, Trip Hop, Jungle y ritmos poco convencionales que incorpora música tradicional árabe y grabaciones de campo de la Palestina ocupada.

## Discografía
- Hayawan Nateq (Jon Kennedy Federation, 2016)[8]
- Dubt Al-Ghubar (Thirdtypetapes, 2017)
- Inkanakuntu (Souk Records, 2018)